# Daniel Alomía Robles
Daniel Alomía Robles (Huánuco, 3 gennaio 1871 – Lima, 18 giugno 1942) è stato un compositore ed etnomusicologo peruviano.

## El Cóndor Pasa
È noto per aver composto El Cóndor Pasa, nel 1913, come parte di una omonima zarzuela.
Questa canzone, basata su musiche popolari delle Ande, è forse la più nota canzone peruviana in quanto la sua melodia fu usata dal gruppo andino Los Incas, il gruppo dove suonò anche Uña Ramos, che la incise nei primi anni '60.
Venne poi reinterpretata anche da Simon & Garfunkel, con un testo in inglese ed il titolo El Condor Pasa (If I Could), ed inclusa nell'album del 1970 Bridge over Troubled Water.
In italiano fu incisa da Patty Pravo, Gianni Morandi e Gigliola Cinquetti.